# August Ferdinand Möbius
August Ferdinand Möbius (født 17. november 1790 i Schulpforta, død 26. september 1868 i Leipzig) var en tysk matematiker og astronom, far til Theodor og Paul Heinrich Johannes Möbius, farfar til Paul Julius og Martin August Johannes Möbius.
Möbius arbejdede med geometri, topologi og teoretisk astronomi. Han er bedst kendt for båndet med kun én overflade, kendt som Möbiusbånd. Möbius studerede under Carl Friedrich Gauss og var professor ved Universitetet i Leipzig.